# Dimataling
Dimataling est une localité de la province du Zamboanga du Sud, aux Philippines. En 2015, elle compte 30 081 habitants.